# Stachys chrysantha
Espèce
Stachys chrysantha est une espèce de plantes à fleurs de la famille des Lamiaceae, endémique en Grèce.

## Synonymes
- Stachys candida subsp. chrysantha (Boiss. & Heldr.) Nyman

## Distribution
Espèce endémique de Grèce
.

## Description
- Plante à base ligneuse haute de 5 à 20 cm.
- Fleurs blanches jaunâtre de 1 à 1.5 cm de long.
- Feuilles velues, grisâtres, arrondies, 1 à 2 cm de long[1].

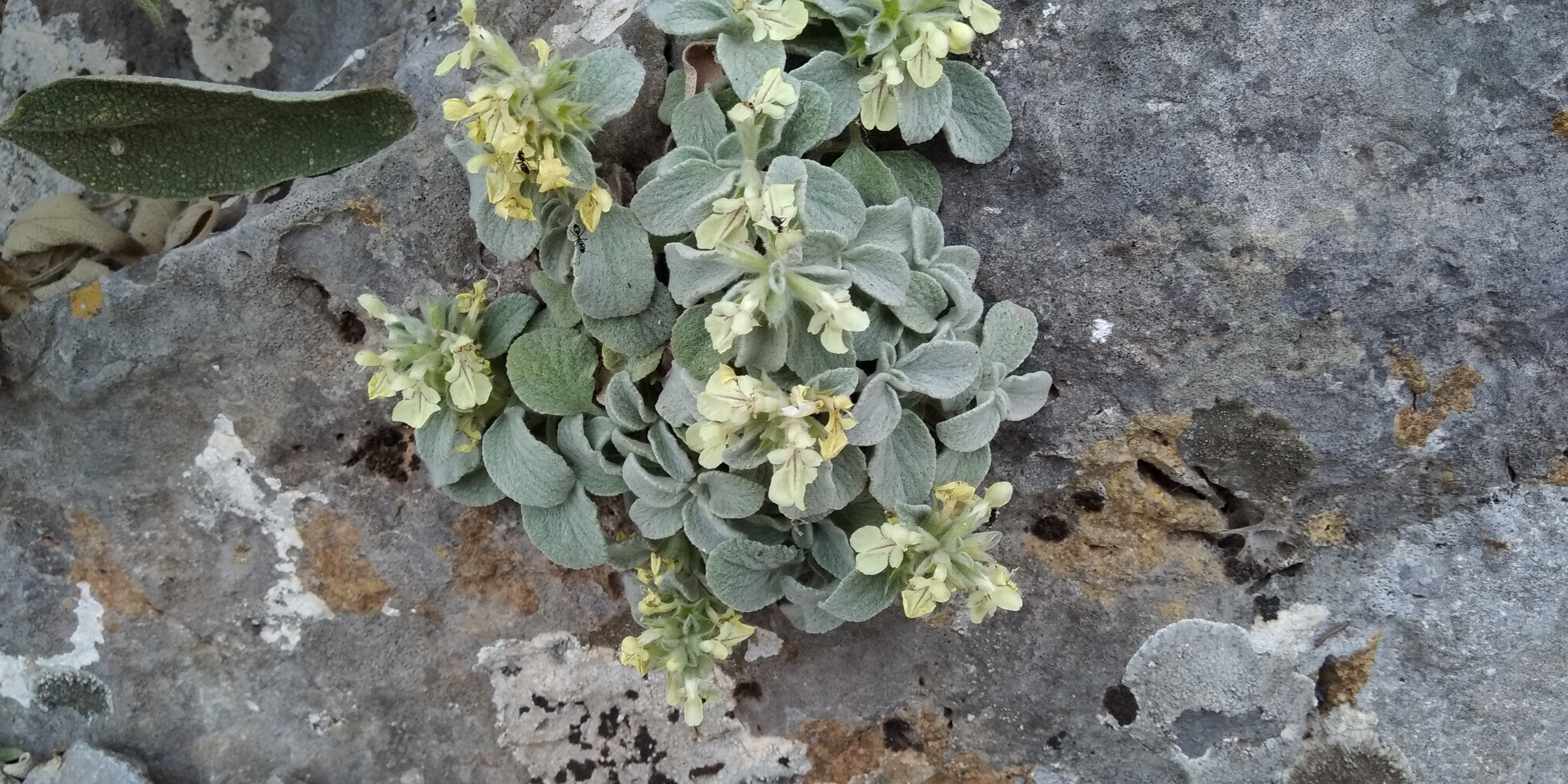
Stachys chrysantha en floraison en mai.

## Habitat
Rochers et murs calcaire.